# AS Illzach Modenheim
Hiệp hội Sportive Illzach Modenheim Foot, thường được gọi là ASIM, là một đội bóng đá Pháp thành lập năm 1932. Họ có trụ sở tại Illzach, Alsace, Pháp. Đội chơi ở Stade Joseph Biechlin ở Illzach.
ASIM lọt vào vòng 7 của 2010-11 và 2012-13 Coupe de France, thua trên chấm phạt đền trước US Forbach và 3-2 trước SAS Épinal.